# EE Leonis
EE Leonis (GJ 402 / HIP 53020 / LHS 294 / Wolf 358) es una estrella situada a 22,2 años luz del sistema solar. Localizada en la constelación de Leo, es habitualmente conocida tanto por su denominación de variable (EE Leo) como por su número de catálogo Gliese (Gliese 402). Los sistemas estelares más próximos a ella son Gliese 393, a 3,43 años luz, Gliese 408, a 6,26 años luz, y Gliese 382, a 6,66 años luz.
EE Leonis es, como la gran mayoría de las estrellas de nuestro entorno, una enana roja de brillo débil. Con magnitud aparente +11,66, solo es observable utilizando telescopio. Pertenece al tipo espectral M5.0V y tiene una temperatura efectiva de 3038 K.
Sus características físicas son semejantes a las de Ross 128 o Kruger 60 B.
Su masa equivale a una cuarta parte de la masa del Sol y tiene un tercio de su diámetro. Su luminosidad solo supone el 0,091 % de la luminosidad solar.
Gira sobre sí misma con una velocidad de rotación proyectada igual o inferior a 2,3 km/s.
Tiene un contenido de metales ligeramente inferior al del Sol, aproximadamente el 87 % del mismo.
Su edad se estima entre 150 y 300 millones de años.
EE Leonis es miembro de la Asociación estelar de AB Doradus, la asociación estelar más cercana a nosotros. Otros miembros de esta asociación son AB Doradus —que da nombre al grupo— y HD 25457.